# Élection présidentielle vénézuélienne de 2024
L'élection présidentielle vénézuélienne de 2024 a lieu le 28 juillet 2024 afin d'élire pour six ans le président de la république bolivarienne du Venezuela.
Le président en exercice, Nicolás Maduro, est candidat à sa réélection sous la bannière de la coalition du Grand Pôle Patriotique Simón Bolívar (GPPSB), menée par sa formation, le Parti socialiste unifié du Venezuela (PSUV). Il fait notamment face à l'indépendant Edmundo González Urrutia, qui bénéficie du soutien de la coalition Plateforme unitaire ou Mesa de la Unidad (MUD) réunissant la quasi-totalité de l'opposition. Entre 2019 et 2024, le Tribunal suprême de justice remplace les dirigeants de quatre des principaux partis d'opposition. Ils étaient concernés par cette mesure des dirigeants des partis Voluntad popular, Action démocratique, Primero Justicia et COPEI.
Selon les résultats préliminaires du Conseil national électoral (CNE), avec 80 % des votes scrutés, Nicolás Maduro l'emporterait avec 51,20 % des voix, contre 44,20 % pour Edmundo González Urrutia. L'opposition conteste les résultats de l'élection et plusieurs pays et ONG émettent des doutes quant à la transparence de l'élection,,.
L'opposition publie deux jours plus tard sur internet ce qui, selon elle, correspond aux actes transmises et imprimées[Quoi ?] par les machines du CNE. Ces résultats sont totalisés sur un site web inclus dans les liens externes de cet article.
Des manifestations spontanées rassemblant des dizaines de milliers de personnes éclatent à travers le pays et dans la capitale Caracas pour s'opposer au maintien au pouvoir du président sortant, tandis que leur répression fait 25 morts, 192 blessés et mène à 2 400 arrestations. Deux mois et demi après le scrutin litigieux, plus de 1 700 personnes sont toujours enfermées dans les prisons vénézuéliennes pour des raisons politiques.
Différents pays se prononcent en faveur du président Maduro et d'autres pour González, ce qui rappelle une nouvelle crise institutionnelle ressemblant peu ou prou à la crise présidentielle de 2019-2022 dans le pays sudaméricain.

## Contexte

### Révolution bolivarienne

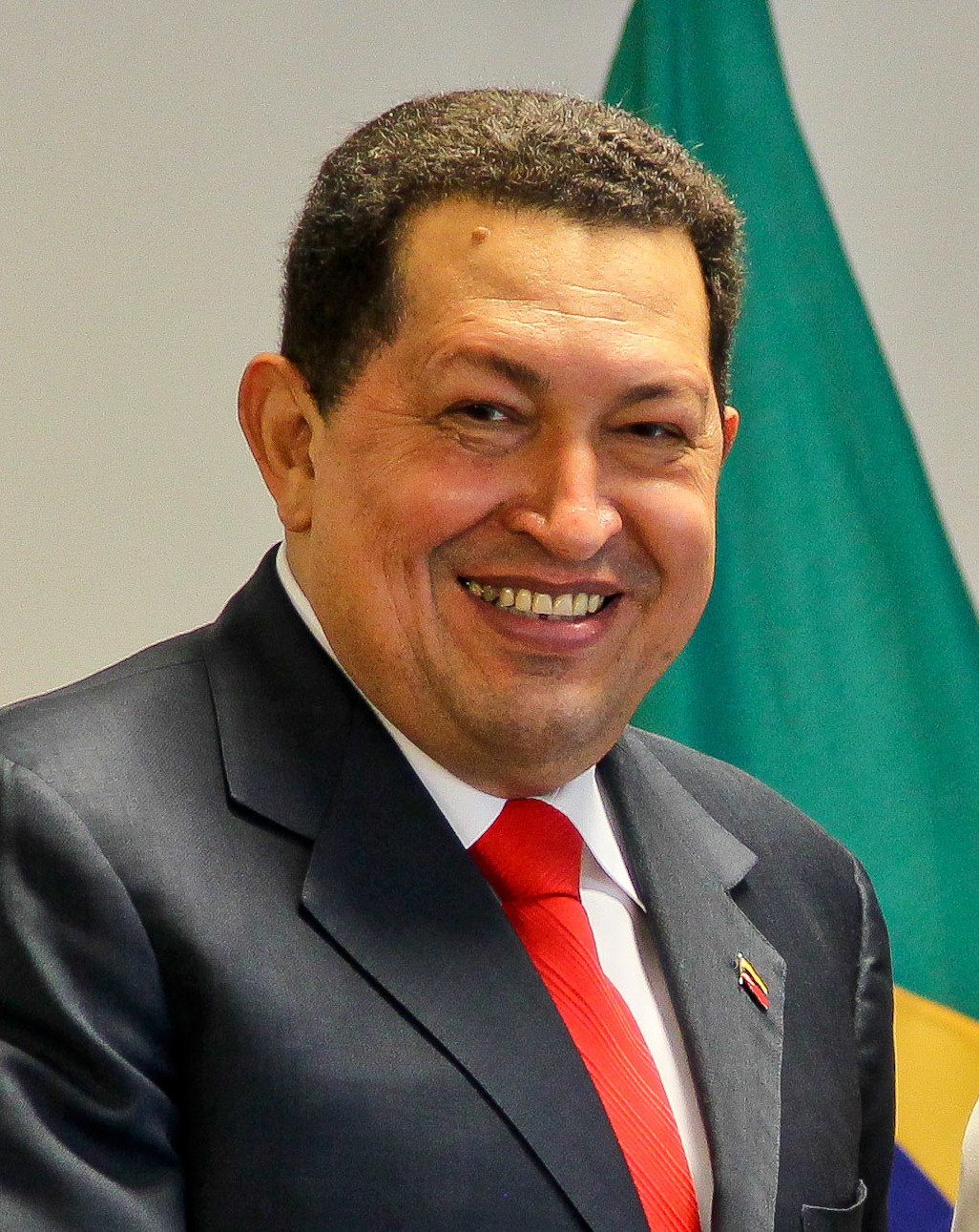
Hugo Chávez

L'élection présidentielle intervient sous la cinquième république établie en 1999 par Hugo Chávez. Élu en 1998, ce dernier se réclame du bolivarisme avec pour objectif l'établissement du socialisme du XXIe siècle. Il met rapidement en œuvre un ensemble de réformes, désigné sous le nom de « révolution bolivarienne », dont une refonte complète des institutions avec l'élection l'année suivante d'une Assemblée constituante (en). Cette dernière élabore une Constitution de la république bolivarienne du Venezuela, adoptée par référendum en décembre 1999.
Porté par une très forte popularité qui l'amène à être réélu en 2000, 2006 et 2012, Chávez fonde le Parti socialiste unifié du Venezuela (PSUV) et procède à la nationalisation des industries clés. Les ressources naturelles du Venezuela — premières réserves de pétrole au monde — et la hausse du prix des matières premières des années 2000 lui permettent en effet de financer un ensemble de politiques sociales, et suscite l’enthousiasme d'une partie de la gauche et des nationalistes-révolutionnaires à l'échelle internationale. Les investissements sociaux du gouvernement dans les domaines éducatifs, alimentaires et médico-sanitaires, aboutissent à une réduction du taux de pauvreté entre 2003 et 2008 de près de 30 points (de 54 % à 26 %), dont une diminution particulièrement significative de l'extrême pauvreté, tandis que près de 1 250 000 personnes sont alphabétisées entre 2003 et 2004 selon les chiffres de la Banque centrale du Venezuela. Ces progrès sociaux s’accompagnent aussi d'une réduction des inégalités mesurées par l'indice de Gini,.

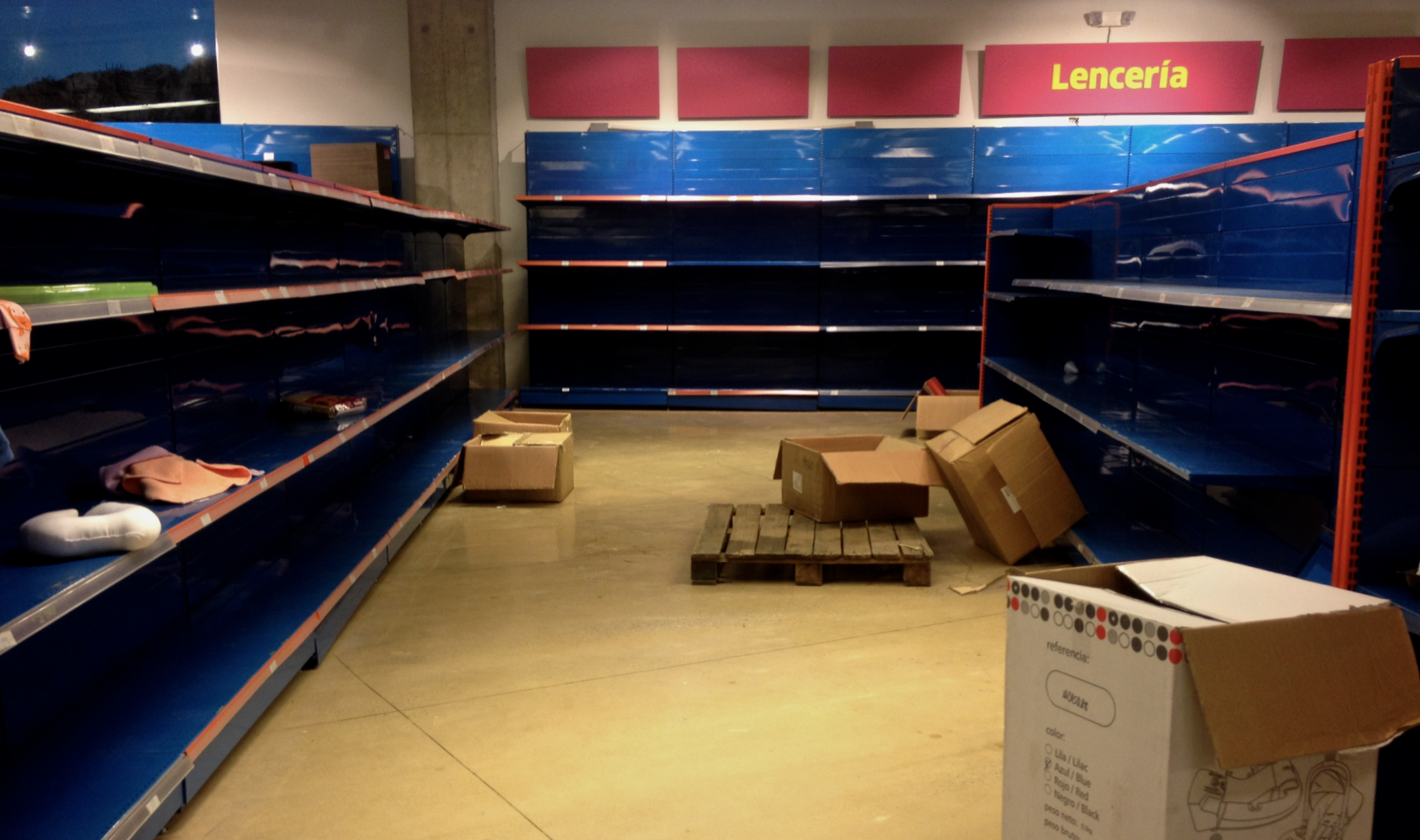
Pénurie dans les rayons d'un magasin en novembre 2013.

Sa politique fait cependant l'objet de controverses : il lui est notamment reproché de ne pas poser les bases d'un développement durable au Venezuela, de gouverner de façon autoritaire et d'entretenir des liens avec plusieurs dictatures. La dépendance du pays aux revenus de l'exploitation du pétrole, qui représentent 90 % des exportations et 50 % du budget de l’État, conduit à partir de 2012 à une dégradation des principaux indicateurs macroéconomiques dans le contexte d'une chute des cours du pétrole. Ces problèmes finissent par prendre la forme d'une sévère crise économique. Couplée à une crise financière et monétaire, cette dernière se poursuit durablement, provoquant une grave crise politique, sociale, humanitaire et migratoire,. La dernière réélection de Chàvez en 2012 intervient dans ce contexte ainsi que dans celui de l'annonce de son traitement par chimiothérapie d'un cancer colorectal, qui l'affaibli physiquement. Bien que réélu pour un quatrième mandat, il ne peut prêter serment et succombe des suites de sa maladie. Son vice-président Nicolás Maduro lui succède, d'abord par intérim, puis de plein droit après son élection à la présidentielle de 2013.

### Présidence de Nicolás Maduro et virage autoritaire

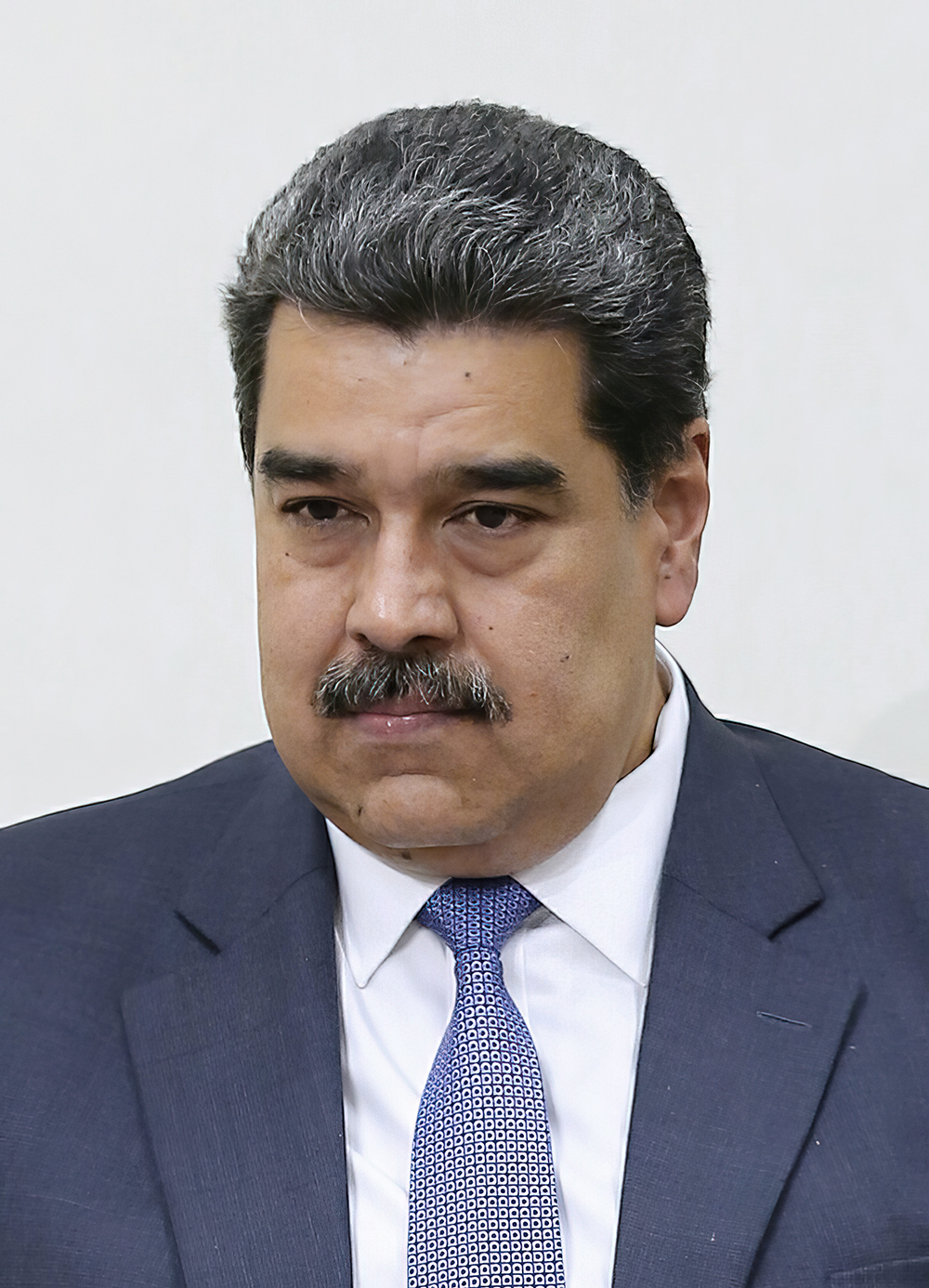
Nicolás Maduro

L'élection du dauphin désigné de Chávez se révèle très serrée, Maduro obtenant 50,62 % contre 49,12 à son opposant, Henrique Capriles, qui se présente avec le soutien de la quasi totalité de l'opposition réunit au sein de la Table de l'unité démocratique (MUD). Ce dernier conteste les résultats, accuse le gouvernement de fraude électorale, et remet en cause l'impartialité du Conseil national électoral (CNE). Les manifestations qui s'ensuivent tournent aux affrontements avec les forces de l'ordre, provoquant au moins sept morts et une soixantaine de blessés, ce qui amène Capriles à suspendre son appel à manifester afin d'éviter de nouvelles violences,,
Les élections législatives de 2015 voient la large victoire de la Table de l'unité démocratique, qui réunit plus des deux tiers des sièges à l'Assemblée nationale. Cette majorité qualifiée lui permet d'entamer fin octobre 2016 une procédure de destitution à l'encontre de Nicolás Maduro, qui dénonce un « coup d'État parlementaire », tandis que l'opposition organise une grève générale pour réclamer son départ du pouvoir,. Le gouvernement réagit en procédant au blocage des travaux parlementaires, en s'appuyant notamment sur la Cour suprême, soumise au pouvoir depuis la nomination de treize de ses membres par la législature chaviste sortante juste avant la fin de son mandat,,. La cour annule les lois votées ainsi que l'élection de plusieurs parlementaires, faisant ainsi perdre à la MUD sa majorité des deux tiers.

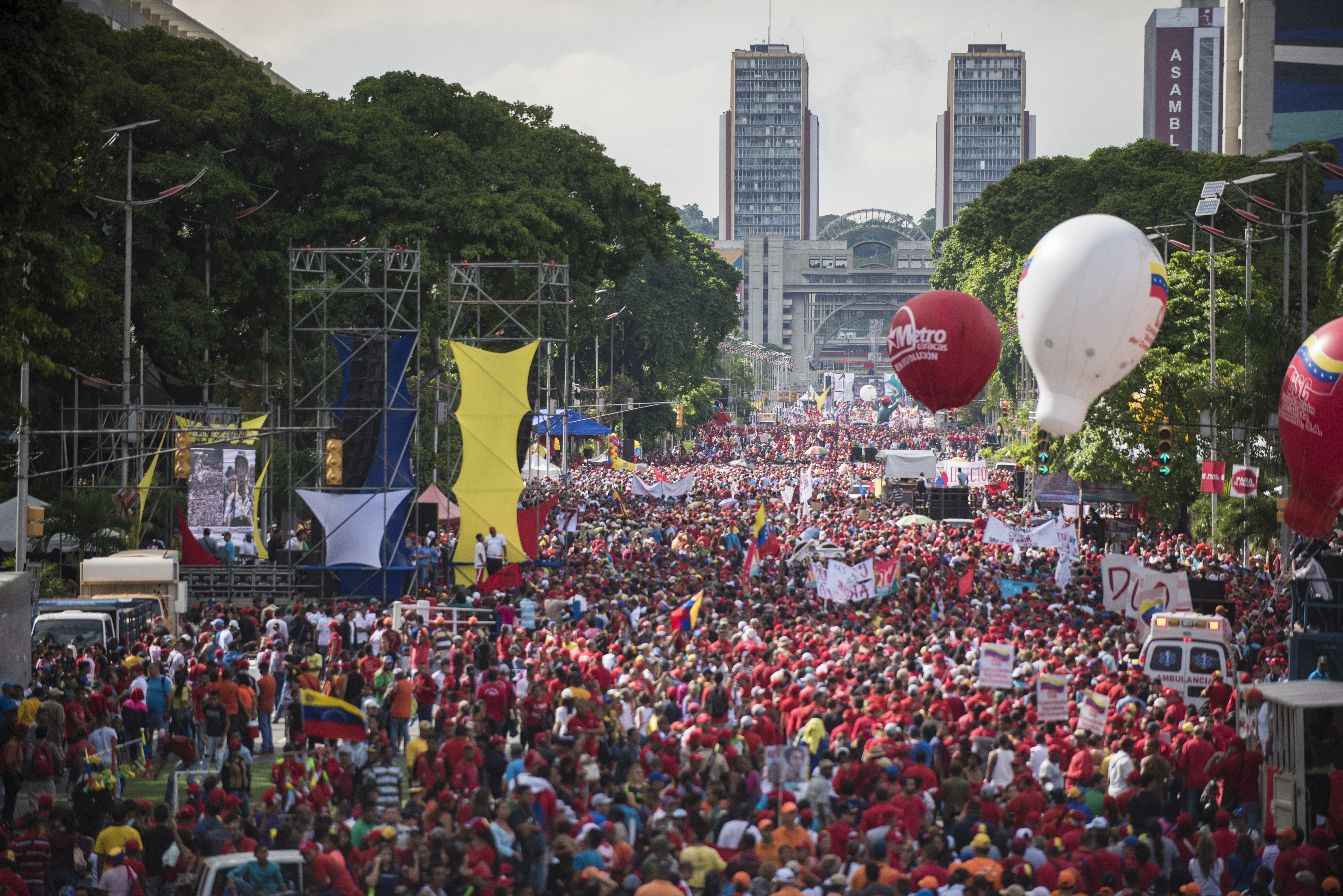
Manifestations anti-gouvernementales en 2016

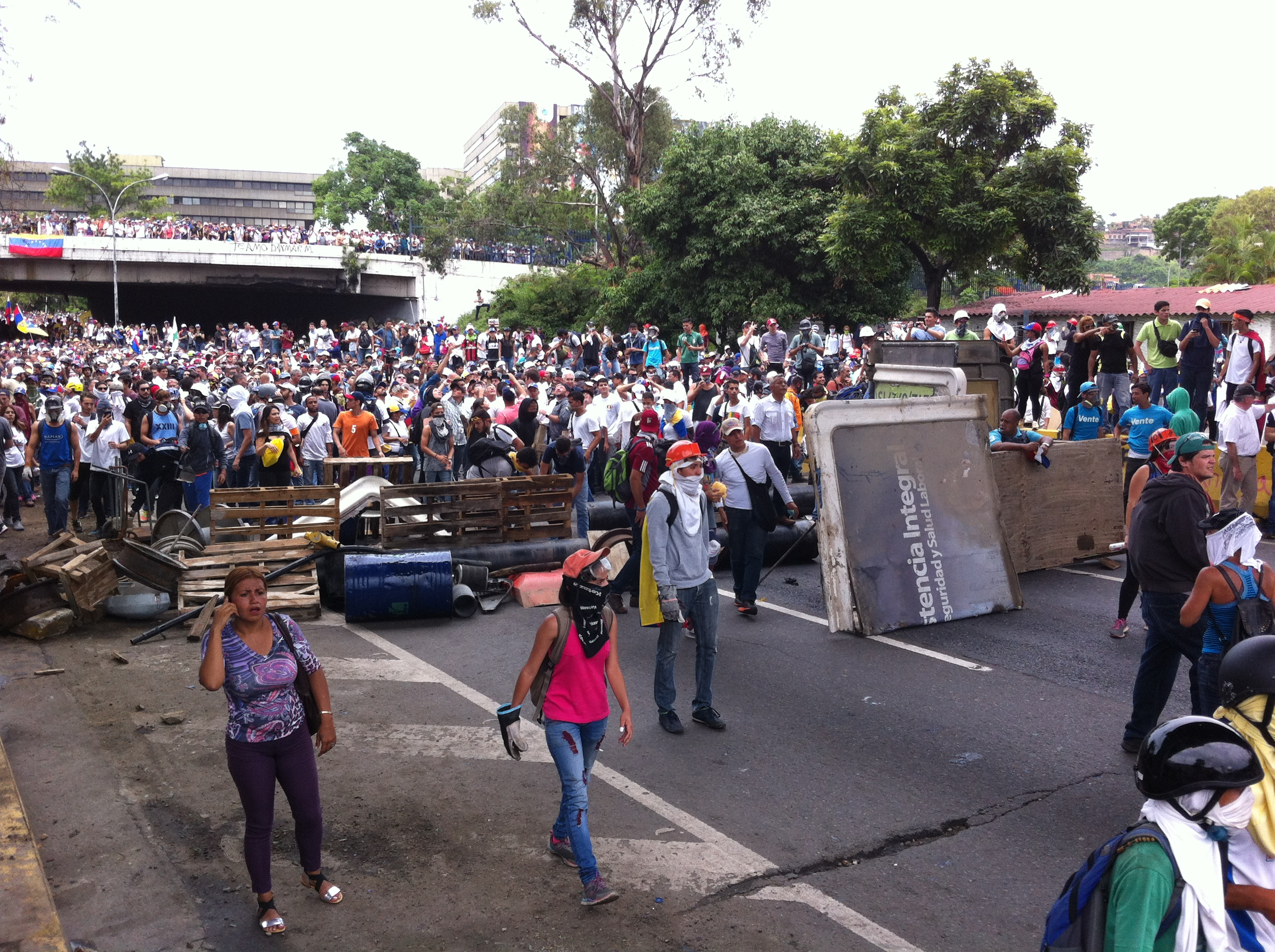
Manifestations anti-gouvernementales en 2017

Le 29 mars 2017, la cour va jusqu'à s'octroyer les pouvoirs du parlement, avant de reculer deux jours plus tard face au tollé que cette décision provoque chez la communauté internationale,,. Le pouvoir change alors de stratégie en convoquant le 1er mai 2017 une nouvelle assemblée constituante. Élue deux mois plus tard selon un système électoral très favorable au chavistes — dont l'élection au scrutin indirect d'un tiers de ses membres par les groupes sociaux —, cette dernière étend ses prérogatives de manière presque illimitée au détriment de l'Assemblée nationale, qu'elle ne reconnait pas. La constituante étant contrôlée par les soutiens du gouvernement, cette situation abouti de facto à la prise des pleins pouvoirs par Nicolas Maduro, accusé d'avoir mené un Coup d’État institutionnel,. Les évènements provoquent un tournant dans la politique du pays, qui prend la forme d'une dictature, ainsi que dans sa perception par la communauté internationale, qui procède dès lors à la mise en place de sanctions contre le régime,,. Le régime a couramment recours à la détention arbitraire, à la torture et aux exécutions extrajudiciaires, une situation dénoncée par des organisations telles qu'Amnesty International et Human Rights Watch,. Sur la seule année 2017 et les six premiers mois de 2018, le Haut-Commissariat des Nations unies aux droits de l'homme recense ainsi le meurtre sans procès de 6 856 personnes par les forces de sécurité organisés en escadrons de la mort, en répresailles à leur participation à des manifestations anti-gouvernementales,.

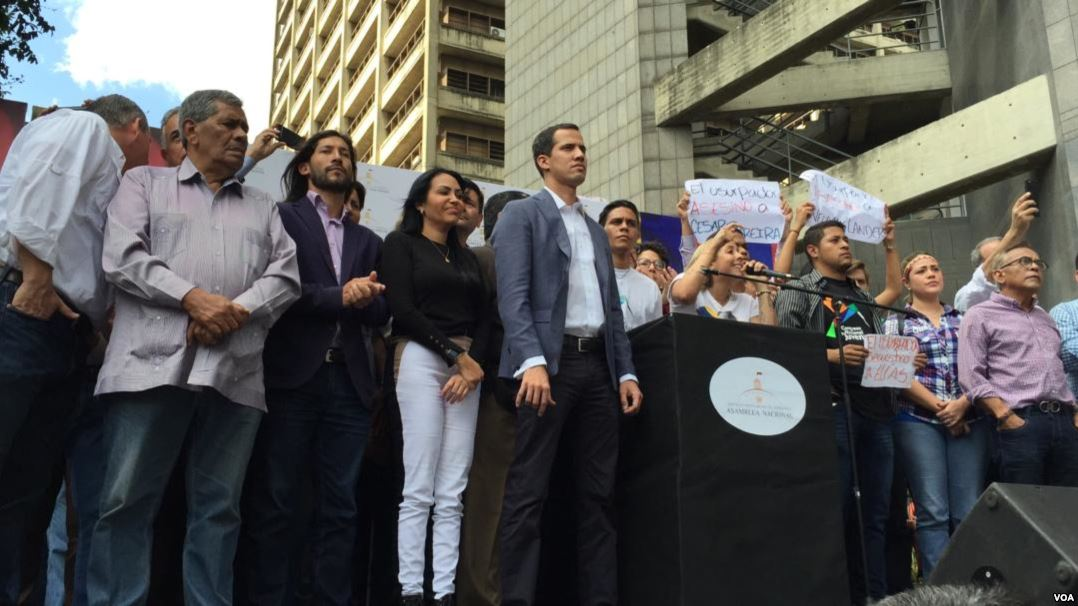
Juan Guaidó entouré de membres de l'opposition lors du cabildo ouvert à Caracas le 11 janvier 2019.

Confronté à son interdiction de présenter un candidat à l'élection présidentielle de 2018 par le Tribunal suprême de justice, la Table de l'unité démocratique appelle au boycott du scrutin, qui est remporté par Maduro avec 67 % des voix pour un taux de participation de 46 %,,. Refusant de reconnaitre les résultats d'une élection qu'elle juge illégitime, l'assemblée nationale déclare le 23 janvier 2019 son président, Juan Guaidó, président de la république par intérim jusqu'à la tenue d'élections transparentes. La crise présidentielle qui s'ensuit s'étend jusqu'en 2022, Guaidó se voyant reconnu comme président par une soixantaine de pays sans toutefois disposer de pouvoirs réels ni parvenir à forcer Maduro à se retirer. La situation démocratique du pays continue alors à se dégrader.
Organisées dans le contexte de la pandémie de Covid-19, les élections législatives de 2020 conduisent à une victoire écrasante de la coalition du PSUV, le Grand Pôle patriotique Simón Bolívar, l'opposition s'étant divisée entre partisans de la poursuite du boycott mené par Guaidó, et ceux d'une participation au scrutin, menés par Capriles,. La participation chute quant à elle à un peu plus de 30 %. L'assemblée constituante s'auto-dissout peu après les élections, sans avoir rédigée de nouvelle constitution,.
Devenu de plus en plus autoritaire, le gouvernement chaviste de Nicolas Maduro se maintient par la force malgré la sévérité de la crise économique, qui provoque une contraction de près de 80 % du produit intérieur brut vénézuélien, une hyperinflation du bolivar fort — qui finit par être remplacé en 2018 par le bolivar souverain, à son tour remplacé en 2021 par le bolivar numérique — et une émigration massive de la population avec plus de 6 millions de réfugiés économiques,,. La nécessité de contenter l'armée et les forces de l'ordre — officielles ou sous la forme de milices — sur lesquelles s'appuie le régime conduit ce dernier à opérer un tournant mafieux en s'impliquant dans le trafic de stupéfiants pour se financer.
La pandémie de Covid-19, suivie de l'invasion de l'Ukraine par la Russie en février 2022 donne cependant l'occasion au gouvernement vénézuélien de faire son retour au sein de la communauté internationale. La crise énergétique mondiale provoquée par ces évènements conduit en effet à rehausser l'intérêt envers les capacités de production pétrolière du pays. La faiblesse de l'opposition, minée par ses divisions et l'intensité de la répression, fait par ailleurs percevoir la dictature vénézuélienne comme un interlocuteur incontournable, faute d'alternative. En janvier 2023, le gouvernement américain du président Joe Biden cesse de reconnaitre Juan Guaidó comme président, puis conclut en octobre de la même année un accord avec le gouvernement vénézuélien, dans lequel il accepte de lever les sanctions sur le pétrole vénézuélien en l'échange de la tenue d'une élection présidentielle libre et démocratique en 2024,. Nicolás Maduro se présente à cette dernière en vue d'un troisième mandat, avec le soutien du Grand Pôle patriotique Simón Bolívar mené par le PSUV,. Le 5 mars 2024, l'élection est fixée au 28 juillet, avec un dépôt des candidatures du 21 au 25 mars, suivie d'une période de campagne électorale du 4 au 25 juillet.

### Réunification de l'opposition

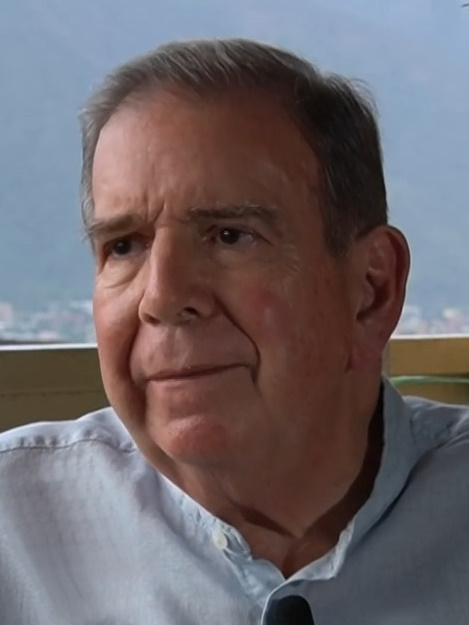
Edmundo González Urrutia

Entre 2019 et 2024, le Tribunal suprême de justice remplace les dirigeants de quatre des principaux partis d'opposition. Sont concernés par cette mesure Voluntad popular, Action démocratique, Primero Justicia et le COPEI.
L'opposition parvient alors à se réunifier sous la bannière de la Plateforme unitaire (PUD) et à organiser fin octobre des primaires, largement remportées par María Corina Machado avec plus de 92 % des voix sur environ 2,4 millions de participants. Tout comme Capriles, celle-ci fait cependant toujours l'objet d'une interdiction par le contrôleur général de la République de se présenter à une élection jusqu'en 2030, en raison de son soutien à Juan Guaidó. L'abandon en appel de cette interdiction est alors espérée. Le 27 janvier 2024, cependant, le Tribunal suprême de justice suspend « tous les effets » de la primaire de l'opposition, interdit la candidature de Machado et confirme son inéligibilité pour quinze ans,. La convocation le 3 décembre 2023 d'un référendum sur plusieurs questions liées à la revendication du Venezuela sur la région du Guayana Esequiba, internationalement reconnue comme faisant partie du Guyana voisin, sert entretemps de prétexte au procureur général Tarek William Saab pour ordonner l'arrestation pour « trahison » et « conspiration contre le référendum » d'une douzaine de membres de l'opposition dont Juan Guaidó et plusieurs membres de l'équipe de campagne de María Corina Machado,. En réaction, les États-Unis remettent en place leur sanctions sur les exportations de pétroles, jugeant que le Venezuela n'a pas tenu ses promesses,.
Après avoir tenté sans succès de porter la candidature de l'historienne Corina Yoris, à son tour interdite de se présenter par le régime, María Corina Machado est confrontée à la candidature dissidente de Manuel Rosales. Celui-ci est alors à la tête du parti Un nouveau temps, pourtant partie intégrante de la plateforme unitaire, ce qui amène María Corina Machado à qualifier sa décision de « trahison » et à accuser le gouvernement de choisir ses candidats,. Tout comme le reste des partis de la plateforme unitaire, elle choisit finalement pour candidat le diplomate Edmundo González Urrutia, celui-ci étant parvenu à faire enregistrer à temps sa candidature auprès du CNE avant la date butoir du 25 mars, en la déposant la veille,,. Il bénéficie alors du ralliement d'une large partie de l'opposition, ce qui conduit Manuel Rosales à accepter de se retirer en sa faveur après un vote interne des dirigeants de la Plateforme le 19 avril 2024, qui entérinent officiellement leur soutien à la candidature d'Edmundo González Urrutia,,. Le mois précédant le scrutin, Gonzalez figure en tête de la plupart des sondages avec une large avance d'environ 60 % des intentions de votes,,.

## Système électoral
Selon la Constitution de la République bolivarienne du Venezuela, le président de la république bolivarienne du Venezuela est élu au scrutin uninominal majoritaire à un tour pour un mandat de six ans, sans limitation du nombre de mandats (articles 228 et 230) : est élu le candidat qui obtient le plus de suffrages,.
La Constitution de 1999 dispose que les candidats doivent obligatoirement être de nationalité vénézuélienne de naissance, ne posséder aucune autre nationalité, être âgé d'au moins 30 ans au jour du scrutin, ne pas expier une peine en cours, et ne pas occuper un poste de vice-président, ministre, gouverneur ou maire au moment du dépôt de leur candidature.
Plus spécifiquement, selon l'article 72 de celle ci, comme toute autre personne occupant une fonction élective, le président de la République est soumis à une disposition de la Constitution qui permet à la population de provoquer la convocation d'un référendum révocatoire à son encontre. Un tel référendum ne peut cependant être convoqué qu'au cours de la seconde moitié de son mandat, à condition de réunir les signatures d'au moins 20 % du total des inscrits sur les listes électorales. Pour aboutir à une révocation du président, la participation au référendum doit franchir le quorum de 25 % des inscrits, et aboutir à une majorité absolue de votes « Pour ». Enfin, le total de ces derniers doit être supérieur au nombre de voix obtenu par le président lors de son élection.

## Campagne et possibilité d'un accord de transition
S'il promet une élection libre, le gouvernement chaviste empêche de fait plusieurs figures de l'opposition de se porter candidates et réprime leurs moyens tout au long de la campagne. Les forces de sécurité leur interdisent ainsi de se déplacer par avion, bloquent les routes et autoroutes leur permettant d'accéder à leurs meetings, multiplient les arrestations arbitraires de leurs collaborateurs et font fermer les hôtels et restaurants qui les accueillent. Tandis que les panneaux électoraux figurant le visage de Nicolas Maduro recouvrent les grandes villes dont la capitale Caracas, les candidats de l'opposition en sont totalement absents, et ne disposent que d'un accès très limité à la télévision et la radio d’État. Plusieurs des candidats sont par ailleurs accusés d'être cooptés par le gouvernement dans le but de donner l'illusion d'un multipartisme,. Est notamment visé José Brito, dont l'un des partis au nom desquels il se présente, Unidad, a un nom semblable à celui de la Plateforme unitaire, ce qui fait courir le risque d'erreurs de vote faisant perdre des voix à González.
Maduro use des moyens étatiques pour faire campagne. Par ailleurs, il bénéficie d'une campagne publique qui tourne à la propagande en sa faveur, avec notamment le personnage de Super-moustache, reprenant les traits du chef de l'État. Ce super-héros de propagande qui affronte les États-Unis — dépeints au service des Illuminatis — est ainsi décliné en de multiples produits dérivés comme des jouets, un dessin animé ou des déguisements. Des graffitis réalisés à son effigie se propagent, tandis qu'une page Instagram lui est consacrée.
La campagne prend rapidement la forme d'un duel opposant Maduro à González. Si une victoire de ce dernier apparait de plus en plus probable dans les semaines précédant l'élection au vu de la large avance dont il dispose dans les sondages, la possibilité d'une passation des pouvoirs pacifique demeure très incertaine. Le mandat du président élu le 28 juillet ne doit en effet débuter que le 10 janvier 2025, soit un intervalle de six mois au cours duquel le pays continuera d'être dirigé par le gouvernement de Nicolás Maduro. Or, ce dernier est largement suspecté de chercher à se maintenir coûte que coûte,. Peu avant le scrutin, il menace à demi-mot l'opposition lors d'un rassemblement de campagne en appelant ses partisans à lui fournir une large victoire s'ils ne veulent pas que le Venezuela « plonge dans un bain de sang ou une guerre civile fratricide provoquée par les fascistes »,. Ces propos bellicistes lui valent la réprobation, y compris chez ses alliés de gauche au sein du continent sud-américain. Le président brésilien Luiz Inácio Lula da Silva se dit ainsi « effrayé » par ces déclarations, avant de déclarer que son collègue vénézuélien « doit apprendre que quand on gagne, on reste, et quand on perd, on s’en va. ».
Le régime a cependant tout à perdre d'une passation de pouvoir, nombre de ses dirigeants craignant d'être poursuivis pour leur agissements, en particuliers ceux liés au narcoterrorisme. Le président Maduro lui même est ainsi poursuivi aux États-Unis pour blanchiment d'argent et trafic de drogue. Le gouvernement pourrait ainsi recourir à nouveau à la fraude électorale, ou utiliser son contrôle du système judiciaire pour faire invalider l'élection avant janvier 2025. Le scrutin se déroule par ailleurs en l'absence des principales mission d'observation internationales, dont notamment celle de l'Union européenne, qui se voit retirer son accréditation deux mois avant le scrutin,.
En face, l'opposition menée par González espère obtenir une victoire dans les urnes suffisamment large doublée d'une participation suffisamment forte pour dissuader le régime de tenter d'en falsifier les résultats. Ses partisans sont appelés à rester aux alentours des bureaux de votes, et des milliers de volontaires à en surveiller le dépouillement. Une victoire décisive couplée à une telle démonstration de force de l'opposition serait susceptible de rendre politiquement impossible la remise en cause des résultats, et fragiliser les alliés présidentiels au sein de l'armée, le risque d'une crise politique qui conduirait à des affrontements sanglants devenant trop grand,. Machado et González cherchent en parallèle à négocier un accord de transition, de nature à fournir suffisamment de garanties à Maduro et à ses proches pour qu'ils acceptent de quitter le pouvoir, quitte à renoncer à les poursuivre devant la justice. Plusieurs garanties dont une amnistie et une immunité parlementaire sont ainsi évoquées, González multipliant les appels à la conciliation en assurant ne pas avoir l'intention de persécuter ses adversaires. Le candidat de l'opposition se déclare prêt à négocier un transfert du pouvoir, et à donner au président sortant une fonction au sein de l'Assemblée nationale toujours largement dominée par ses partisans,. L'opposition encourage la population à voter, en certifiant que les machines à voter sont fiables et que leur résultat ne peut être changé.
La conclusion d'un accord est fortement encouragée par le gouvernement américain. Plusieurs de ses diplomates de hauts rangs tels que son représentant spécial au Venezuela, Elliott Abrams, laissent entendre que le pays est disposé à accorder une amnistie à Maduro en cas de défaite, dans le cadre de négociations post-électorales visant à faciliter une transition pacifique du pouvoir. L'administration Biden se trouve alors fortement incitée à agir en ce sens à l'approche de l'élection présidentielle américaine de novembre 2024. Outre la victoire diplomatique que constituerait l'aide à la négociation d'une transition pacifique, une alternance au Venezuela priverait en effet la Chine, l'Iran et la Russie d'un allié traditionnel dans le contexte de l'invasion de l'Ukraine, tandis qu'une levée des sanctions sur la production pétrolière vénézuélienne permettrait la baisse du prix du pétrole sur le marché américain, deux éléments susceptibles de favoriser la campagne de la candidate démocrate Kamala Harris, soutenue par Joe Biden. Des contacts directs entre membres des administrations vénézuéliennes et américaines s'établissent ainsi quelques semaines avant le scrutin, une avancée saluée par l'opposition,.

## Résultats
| Candidats                | Candidats                | Partis                   | Voix       | %     |
| ------------------------ | ------------------------ | ------------------------ | ---------- | ----- |
|                          | Nicolás Maduro           | PSUV                     | 6 408 844  | 51,95 |
|                          | Edmundo González Urrutia | MUD                      | 5 326 104  | 43,18 |
|                          | Luis Eduardo Martínez    | AD                       | 152 360    | 1,24  |
|                          | Antonio Ecarri           | Lápiz                    | 116 421    | 0,94  |
|                          | José Brito               | PV                       | 84 231     | 0,68  |
|                          | Benjamín Rausseo         | CONDE                    | 92 903     | 0,75  |
|                          | Javier Bertucci          | EC                       | 64 452     | 0,52  |
|                          | Claudio Fermín           | SPV                      | 40 902     | 0,33  |
|                          | Daniel Ceballos          | AREPA                    | 29 611     | 0,24  |
|                          | Enrique Márquez          | CG                       | 20 056     | 0,16  |
|                          |                          |                          |            |       |
| Votes valides            | Votes valides            | Votes valides            | 12 335 884 | 99,59 |
| Votes blancs et nuls     | Votes blancs et nuls     | Votes blancs et nuls     | 50 785     | 0,41  |
| Total                    | Total                    | Total                    | 12 386 669 | 100   |
| Abstention               | Abstention               | Abstention               | 9 005 795  | 42,10 |
| Inscrits / participation | Inscrits / participation | Inscrits / participation | 21 392 464 | 57,90 |

| Candidats                | Candidats                | Partis                   | Voix       | %     |
| ------------------------ | ------------------------ | ------------------------ | ---------- | ----- |
|                          | Edmundo González Urrutia | MUD                      | 7 303 480  | 67,08 |
|                          | Nicolás Maduro           | PSUV                     | 3 316 142  | 30,46 |
|                          | Luis Eduardo Martínez    | AD                       | 86 225     | 0,79  |
|                          | Antonio Ecarri           | Lápiz                    | 51 011     | 0,47  |
|                          | Benjamín Rausseo         | CONDE                    | 38 620     | 0,35  |
|                          | Enrique Márquez          | CG                       | 26 067     | 0,24  |
|                          | José Brito               | PV                       | 22 097     | 0,20  |
|                          | Javier Bertucci          | EC                       | 20 404     | 0,19  |
|                          | Claudio Fermín           | SPV                      | 12 632     | 0,12  |
|                          | Daniel Ceballos          | AREPA                    | 10 584     | 0,10  |
|                          |                          |                          |            |       |
| Votes valides            | Votes valides            | Votes valides            | 10 887 262 | 99,99 |
| Votes blancs et nuls     | Votes blancs et nuls     | Votes blancs et nuls     | 1 213      | 0,01  |
| Total                    | Total                    | Total                    | 10 888 475 | 100   |
| Inscrits / participation | Inscrits / participation | Inscrits / participation | 18 122 062 | 60,08 |

## Conséquences

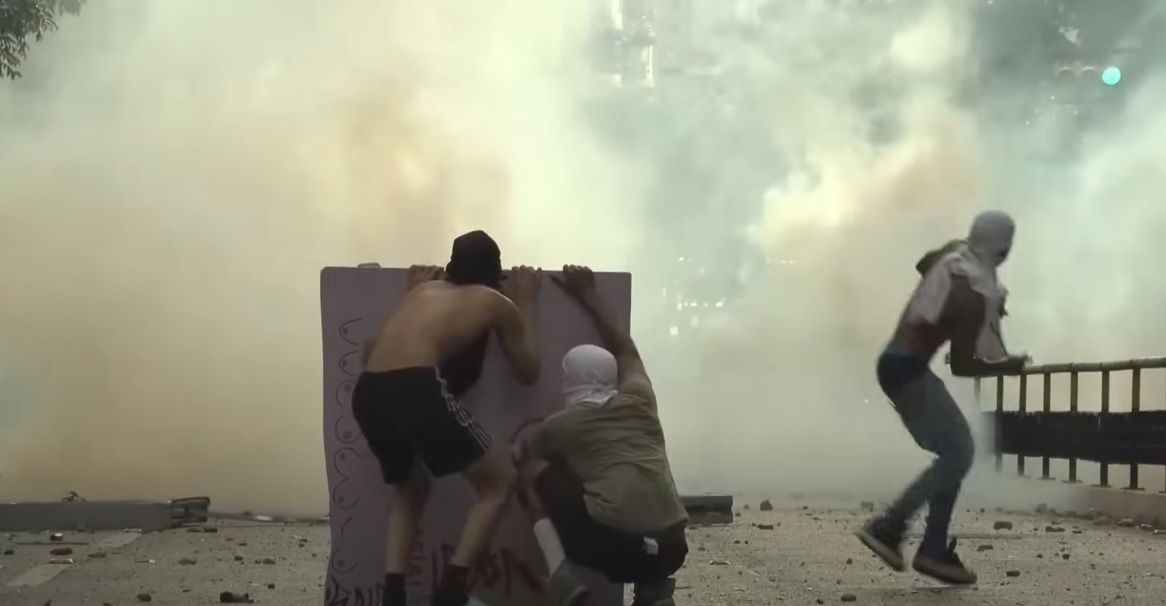
Manifestations à Caracas le 30 juillet 2024.

Maduro et González revendiquent tous deux la victoire. Maduro est déclaré vainqueur par le Conseil national électoral (CNE) avec 51,2 % des voix contre 44,2 % pour González, tandis que l'opposition conteste ces résultats et affirme avoir obtenu 67 à 70 % des suffrages selon les procès verbaux de ses scrutateurs,. La victoire de Maduro est contestée à l'international en raison du refus du régime d'accueillir des observateurs pour vérifier la validité du scrutin,. Des pays d'Amérique du Sud, indépendamment de l'étiquette politique du pouvoir en place, émettent également des doutes sur la sincérité des résultats. D'autres reconnaissent les résultats comme le Nicaragua, le Honduras et la Bolivie, mais aussi le Mexique ou Cuba. La Chine félicite également Maduro pour son « triomphe électoral » tandis que le Japon critique un processus électoral opaque. Pour El Espectador, avec sa précision à cinq décimales près du pourcentage avec le nombre de suffrages, la probabilité d'une fraude électorale est très élevée. Allant dans le même sens, Infobae estime que cela montre que les nombres de votants ont été frauduleusement attribués à chaque candidat selon un pourcentage de voix prédéfini.

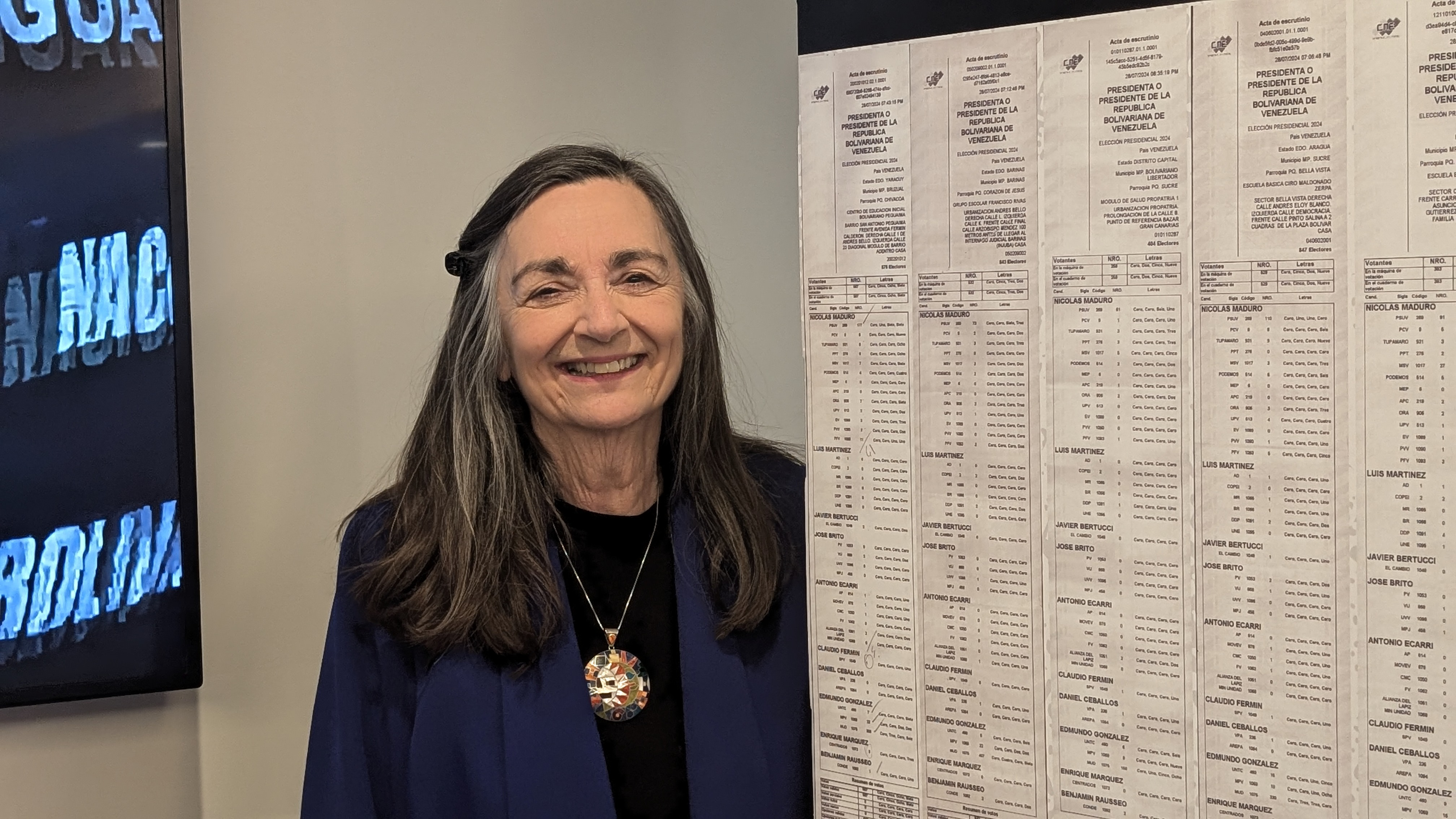
Jennie Lincoln, observatrice électorale du Centre Carter, avec les relevés de vote

Le site du CNE est hors service. Le procureur général Tarek William Saab prétend que celui-ci a été victime d'une cyberattaque et en accuse l'opposition d'avoir tenté d'y publier de faux résultats depuis la Macédoine du Nord. Il annonce ainsi l'inculpation de la cheffe de l'opposition María Corina Machado. En parallèle, le CNE, contrôlé par le pouvoir chaviste, n'a pas publié les résultats comptabilisés par les machines à voter. Pour sa part, la Macédoine du Nord demande des preuves et émet l'hypothèse qu'il s'agisse de réseau privé virtuel empruntant des adresses IP macédoniennes. De leur côté, l'opposition et des observateurs estiment que ce piratage a été inventé par le pouvoir pour ne pas publier des résultats confirmant la défaite de Maduro,.
Si González n'appelle pas à manifester, des manifestations spontanées éclatent pour protester contre le maintien au pouvoir du président sortant. Celles-ci rassemblent des dizaines de milliers de personnes issues majoritairement de quartiers populaires. Les manifestants brûlent des portraits de Maduro et déboulonnent 27 statues d'Hugo Chávez. Ceux-ci sont attaqués à coup de gaz lacrymogène par les forces de sécurité et la répression fait 19 morts, dont au moins deux mineurs et un soldat de la Garde nationale bolivarienne,,. Par ailleurs, plus de 700 personnes sont arrêtées par les autorités. Le lendemain, María Corina Machado appelle à manifester devant les bureaux des Nations unies. Maduro menace de l'arrêter elle et González.
L'élection de González est reconnue par de nombreux pays d’Amérique comme l'Argentine, le Costa Rica, les États-Unis, l'Équateur, le Panama, le Pérou, l’Uruguay,. Parmi ces pays, l'Argentine, l'Équateur, les États-Unis, le Panama et le Pérou lui reconnaissent aussi le statut de président élu,,.
Début août 2024, Nicolás Maduro saisit le Tribunal suprême de justice pour faire valider sa victoire,.
Le 15 août 2024, le président brésilien Luiz Inácio Lula da Silva et son homologue colombien Gustavo Petro appellent à convoquer une nouvelle élection présidentielle au Vénézuéla, ce que rejette l’opposition, estimant que « proposer de ne pas tenir compte de ce qui s'est passé le 28 juillet est […] un manque de respect pour les Vénézuéliens » et que « la souveraineté populaire se respecte » selon les propos de sa cheffe María Corina Machado.
Le 22 août 2024, le Tribunal suprême de justice certifie les résultats de l'élection présidentielle. En réponse, l'opposition accuse la Cour suprême de manquer de partialité, qualifiant cette décision de « nulle » et déclare que « la souveraineté du peuple n'est pas transférable » selon les propos de son candidat, Edmundo González Urrutia,. Le 23 août 2024, onze pays d'Amérique (Argentine, Costa Rica, Chili, Équateur, États-Unis, Guatemala, Panama, Paraguay, Pérou, République dominicaine et Uruguay) affirment par un communiqué conjoint rejeter « catégoriquement l’annonce du Tribunal suprême de justice […] qui indique avoir conclu une prétendue vérification des résultats du processus électoral »,. Après avoir ignoré une troisième convocation, un mandat d'arrêt est émis le 2 septembre contre González pour des délits tels qu'association de malfaiteurs et conspiration après que le procureur ait demandé qu'il soit arrêté pour « usurpation de fonctions, falsification de documents publics, incitation à désobéir à la loi, conspiration et association »,.
Le 7 septembre 2024, après s'être réfugié à l'ambassade d'Espagne, Edmundo González Urrutia et son épouse Mercedes quittent le Venezuela pour l’Espagne, qui lui accorde l'asile politique. Le régime vénézuélien lui a délivré des sauf-conduits « dans l’intérêt de la paix » selon les propos de la vice-présidente vénézuélienne Delcy Rodríguez,. La cheffe de l'opposition María Corina Machado déclare quant à elle que le départ d'Edmundo González Urrutia était nécessaire pour « préserver sa liberté et sa vie » tout comme l'Union européenne qui déclare à travers son chef de la diplomatie Josep Borrell qu'Edmundo González Urrutia « a été confronté à la répression, à la persécution politique et à des menaces directes contre sa sécurité et sa liberté" avant de chercher à s'exiler » et exige que le Venezuela mette fin à l'oppression des dirigeants de l'opposition et libère tous les prisonniers politiques,.
Le 11 septembre 2024, le Congrès espagnol reconnaît Edmundo González Urrutia comme président du Venezuela.
Le 19 septembre 2024, les députés du Parlement européen votent une résolution dans laquelle ils reconnaissent Edmundo González Urrutia en tant que « Président légitime et démocratiquement élu » du Venezuela et « exhortent les acteurs régionaux et la communauté internationale à exercer une pression maximale sur le régime Maduro et son entourage pour qu'ils reconnaissent la volonté démocratique du peuple vénézuélien et Edmundo González Urrutia comme le Président légitime […] »,. Le 30 septembre 2024, l'Assemblée parlementaire du Conseil de l'Europe décerne le Prix des Droits de l'Homme Václav Havel à María Corina Machado pour sa lutte pour les droits politiques des Vénézuéliens et « une société plus démocratique et plus juste ». Le 17 octobre 2024, María Corina Machado et Edmundo González Urrutia sont retenus parmi les trois finalistes du Prix Sakharov 2024.
Le 20 novembre 2024, le secrétaire d'État américain Antony Blinken annonce par le biais de son compte X que les États-Unis reconnaissent Edmundo González Urrutia comme président élu.
Le 2 janvier 2025, le gouvernement vénézuélien de Nicolas Maduro, offre une récompense de 100 000 dollars pour la capture de Edmundo González Urrutia.
Le 10 janvier 2025, Nicolas Maduro prête serment, pour un troisième mandat.